# Cap Bon
Cap Bon (arab nyelven: الرأس الطيب) félsziget Tunézia északkeleti részén. Északon a Tuniszi-öböl veszi körül.

## Földrajza
A Cap Bon (Jó fok)-félsziget termékeny talajával és kedvező, igazi mediterrán éghajlatával ősidők óta Tunézia veteményes- és gyümölcsöskertje, melyhez hozzájárult egykori átlagosnál nagyobb vízbősége is, ami mára már nem annyira egyértelmű. Az egyre jobban terjedő öntözéshez szükséges vízmennyiség biztosítására kínai segítséggel 1983-ban egy hosszú csatornát építettek a Medjerda-folyótól idáig, amely a folyó vizének egy részét szállítja a félsziget termékeny földjeire.
A tengerbe nyúló félsziget szélessége 40 km, hossza 70 km. Északkeleti csücskétől Szicília mindössze 140 km-re van.

## Története
A félsziget Európához, Szicíliához való közelsége folytán már az ókorban az olasz félszigetről érkezők hídfőjének számított. Különleges helyzeti előnyeit, természeti adottságait már a punok is felismerték, akik szőlővel, gyümölcsössel telepítették be, itt alapították meg Kerkouane városát is, és a történelembe "Chora" néven bevonult rendszerük részévé tették.
A rómaiak már Kr. e. 310-től megjelentek itt, hogy Karthágó hatalmát kikezdjék, és meghódítsák a termékeny félszigetet.

## Nagyobb települései
A félszigeten található városok Nabeul, Kelibia és Menzel Temime. Itt találhatók Kerkouane romjai is.

## Nevezetességek
- Kerkouane romjai.

## Galéria

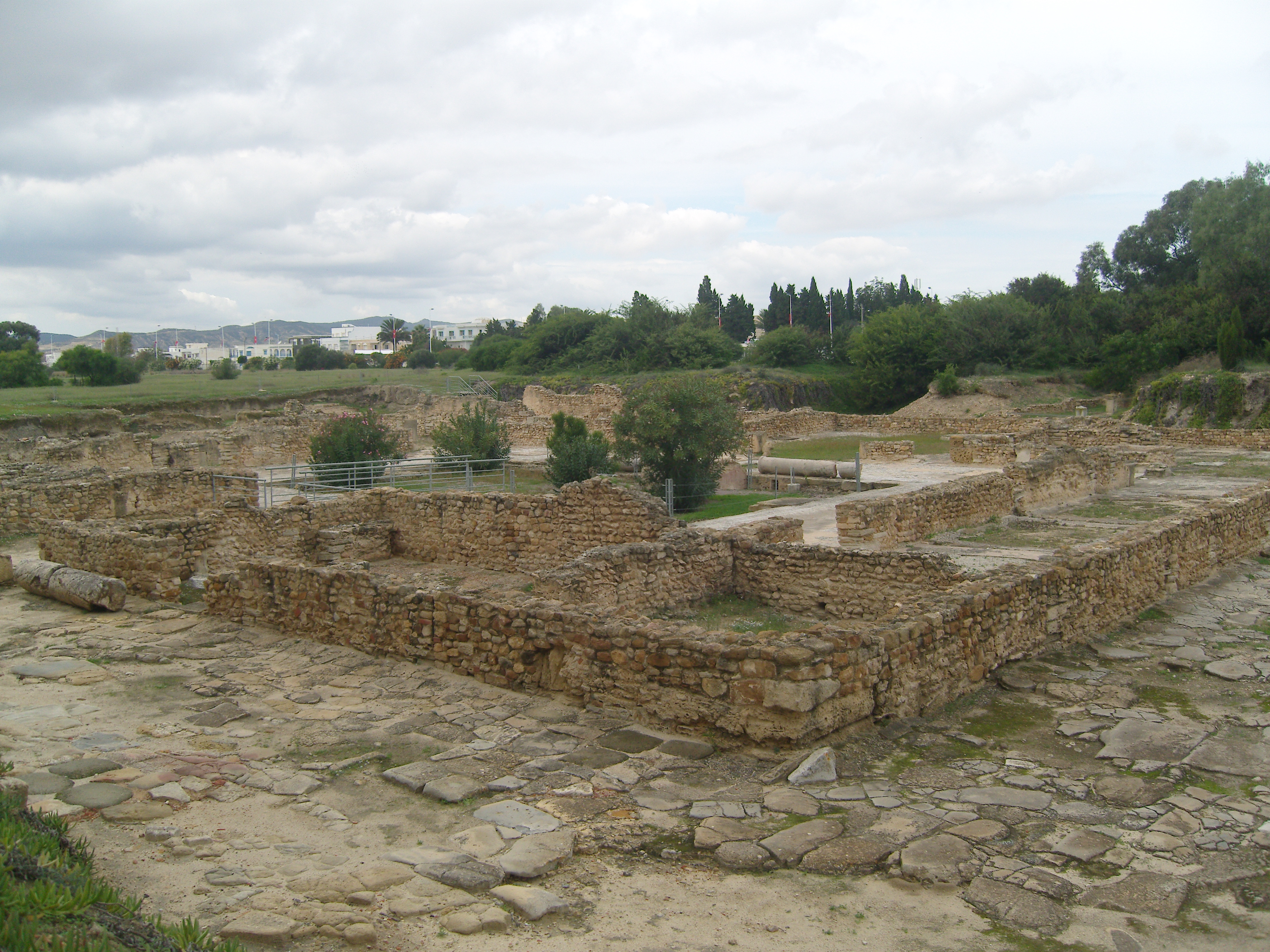
Nabeul, Neapolis
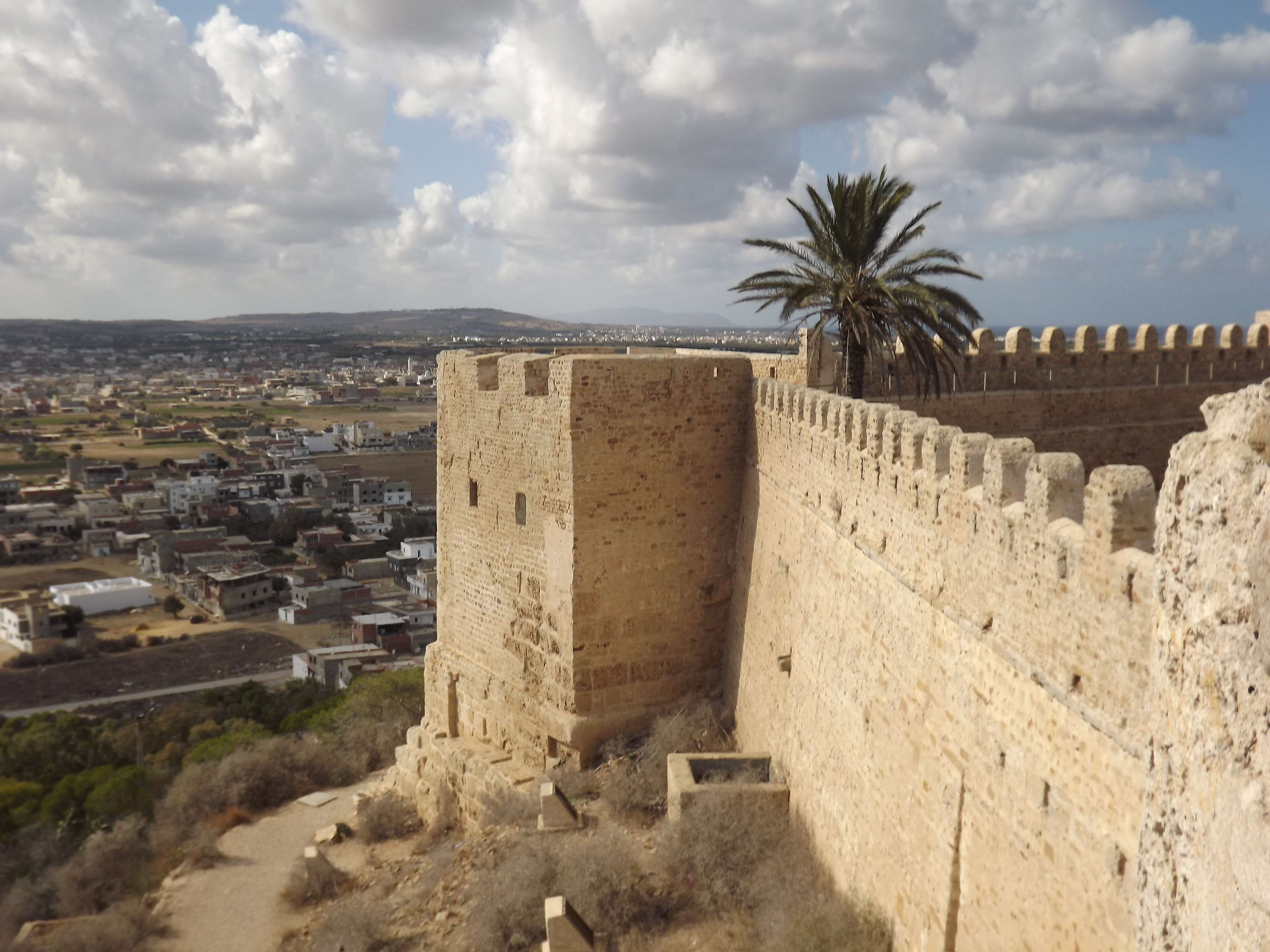
Kelibia, erőd
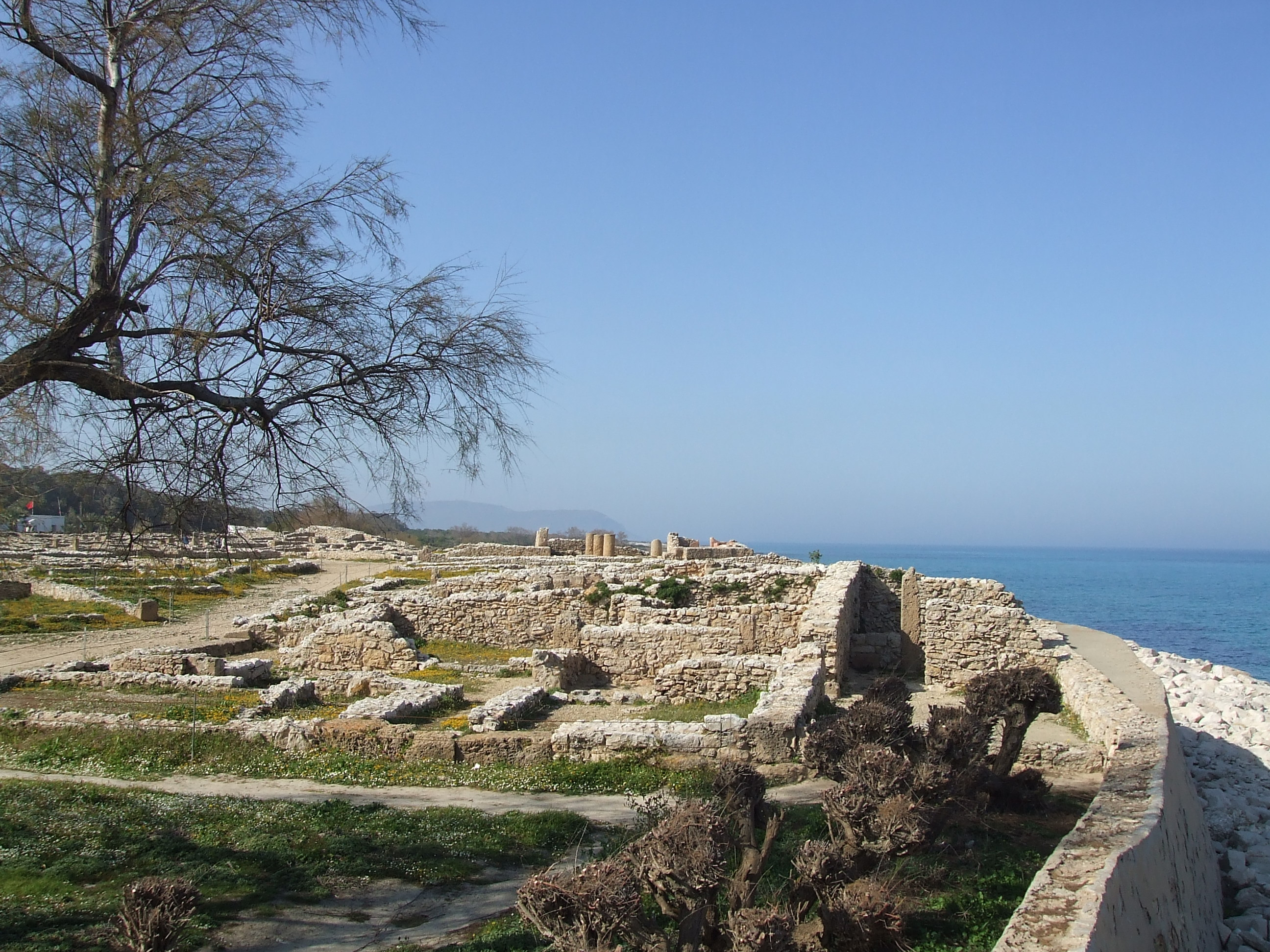
Kerkouane romjai